# Världsmästerskapen i short track 2007
Världsmästerskapen i short track 2007 hölls mellan 9 mars och 11 mars 2007 i Milano, Italien.  

## Resultar

### Herrar
| Gren: | Guld:                                                          | Guld:    | Silver:                                                                           | Silver:  | Brons:                                                        | Brons:   |
| --- | -------------------------------------------------------------- | -------- | --------------------------------------------------------------------------------- | -------- | ------------------------------------------------------------- | -------- |
| 500 m | Charles Hamelin Kanada                                         | 41.449   | François-Louis Tremblay Kanada                                                    | 41.514   | Ahn Hyun-Soo Sydkorea                                         | 41.625   |
| 1000 m | Ahn Hyun-Soo Sydkorea                                          | 1:27.177 | Charles Hamelin Kanada                                                            | 1:27.217 | Apolo Anton Ohno USA                                          | 1:27.465 |
| 1500 m | Apolo Anton Ohno USA                                           | 2:33.793 | Nicola Rodigari Italien                                                           | 2:33.841 | Ahn Hyun-Soo Sydkorea                                         | 3:22.818 |
| 3000 m | Song Kyung-Taek Sydkorea                                       | 4:52.853 | Ahn Hyun-Soo Sydkorea                                                             | 4:55.414 | Apolo Anton Ohno USA                                          | 4:56.139 |
| 5000 m relay | Sung Si-Bak Song Kyung-Taek Kim Hyun-Kon Ahn Hyun-Soo Sydkorea | 6:55.399 | Charles Hamelin Olivier Jean François-Louis Tremblay Jean-François Monette Kanada | 6:56.130 | Apolo Anton Ohno Jordan Malone Travis Jayner Ryan Bedford USA | 6:58.702 |
| Sammanlagt* | Ahn Hyun-Soo Sydkorea                                          | 81 poäng | Charles Hamelin Kanada                                                            | 63 poäng | Apolo Anton Ohno USA                                          | 60 poäng |
| * En första plats gav 34 poäng, en andra plats gav 21 poäng, en tredje plats gav 13 poäng, en fjärde plats gav 8 poäng, en femte plats gav 5 poäng, en sjätte plats gav 3 poäng och en sjunde gav 2 poäng i varje tävling och den sammanlagda poängen ger de sammanlagda resultaten. |                                                                |          |                                                                                   |          |                                                               |          |

### Damer
| Gren: | Guld:                                                    | Guld:    | Silver:                                             | Silver:  | Brons:                                                             | Brons:   |
| --- | -------------------------------------------------------- | -------- | --------------------------------------------------- | -------- | ------------------------------------------------------------------ | -------- |
| 500 m | Kalyna Roberge Kanada                                    | 45.329   | Arianna Fontana Italien                             | 45.394   | Jung Eun-Ju Sydkorea                                               | 47.865   |
| 1000 m | Jin Sun-Yu Sydkorea                                      | 1:31.622 | Jung Eun-Ju Sydkorea                                | 1:31.777 | Zhou Yang Kina                                                     | 1:31.810 |
| 1500 m | Jung Eun-Ju Sydkorea                                     | 2:22.303 | Jin Sun-Yu Sydkorea                                 | 2:22.381 | Byun Chun-Sa Sydkorea                                              | 2:22.520 |
| 3000 m | Jin Sun-Yu Sydkorea                                      | 5:44.247 | Jung Eun-Ju Sydkorea                                | 5:44.387 | Zhou Yang Kina                                                     | 5:45.101 |
| 3000 m relay | Jeon Ji-Soo Byun Chun-Sa Jung Eun-Ju Jin Sun-Yu Sydkorea | 4:14.450 | Zhu Mi Lei Fu Tian Yu Zhou Yang Cheng Xiao Lei Kina | 4:17.268 | Kalyna Roberge Amanda Overland Anne Maltais Annik Plamondon Kanada | 4:18.748 |
| Sammanlagt* | Jin Sun-Yu Sydkorea                                      | 89 poäng | Jung Eun-Ju Sydkorea                                | 89 poäng | Kalyna Roberge Kanada                                              | 43 poäng |
| * En första plats gav 34 poäng, en andra plats gav 21 poäng, en tredje plats gav 13 poäng, en fjärde plats gav 8 poäng, en femte plats gav 5 poäng, en sjätte plats gav 3 poäng och en sjunde gav 2 poäng i varje tävling och den sammanlagda poängen ger de sammanlagda resultaten. |                                                          |          |                                                     |          |                                                                    |          |

## Medaljtabell
| Pl. | Land     |   |   |   | Totalt |
| --- | -------- | - | - | - | ------ |
| 1   | Sydkorea | 9 | 5 | 4 | 18     |
| 2   | Kanada   | 2 | 4 | 2 | 8      |
| 3   | USA      | 1 | 0 | 4 | 5      |
| 4   | Italien  | 0 | 2 | 0 | 2      |
| 5   | Kina     | 0 | 1 | 2 | 3      |